# Нядаяха (приток Оби)
Нядаяха (устар. Няда-Яха) — река в Приуральском районе Ямало-Ненецкого АО. Устье реки находится на 226-м км по правому берегу реки Обь. Длина реки составляет 35 км.

## Данные водного реестра
По данным государственного водного реестра России относится к Нижнеобскому бассейновому округу, водохозяйственный участок реки — Обь от города Салехард и до устья, речной подбассейн реки — бассейны притоков Оби ниже впадения Северной Сосьвы. Речной бассейн реки — (Нижняя) Обь от впадения Иртыша.